# Ardisia antonensis
Ardisia antonensis är en viveväxtart som beskrevs av Cyrus Longworth Lundell. Ardisia antonensis ingår i släktet Ardisia och familjen viveväxter. Inga underarter finns listade i Catalogue of Life.